# (8892) Kakogawa
(8892) Kakogawa (1994 RC11) – planetoida z pasa głównego asteroid okrążająca Słońce w ciągu 5,42 lat w średniej odległości 3,08 au. Odkryta 11 września 1994 roku.